# ألكسندر لوبيس
ألكسندر لوبيس (بالبرتغالية: Alexandre Paes Lopes‏) (مواليد 29 أكتوبر 1974) هو لاعب كرة قدم. يلعب مع منتخب البرازيل لكرة القدم منذ عام 1995.

## وصلات خارجية
- ألكسندر لوبيس على موقع رابطة كرة القدم اليابانية للمحترفين (اليابانية)
- ألكسندر لوبيس على موقع قاعدة بيانات كرة القدم.إي يو (الإنجليزية)
- ألكسندر لوبيس على موقع ناشيونال فوتبول تيمز (الإنجليزية)
- ألكسندر لوبيس على موقع Soccerway.com (الإنجليزية)
- ألكسندر لوبيس على موقع عالم كرة القدم.نت (الإنجليزية)
- National Football Teams